# Rodopoú
Rodopoú, en grec moderne : Ροδωπού, est un village du dème de Plataniás, en Crète, en Grèce. Selon le recensement de 2011, la population de Rodopoú compte 337 habitants.
La partie nord de la péninsule de Rodopoú est un habitat protégé du réseau Natura 2000, code GR4340021, couvrant une superficie de 28,64 kilomètres carrés.